# Андрешти (Горж)
Андрешти (рум. Andreești) насеље је у Румунији у округу Горж у општини Владимир. Oпштина се налази на надморској висини од 168 m.

## Становништво
Према подацима из 2002. године у насељу је живело 1171 становника, од којих су сви румунске националности.